# DAF (entreprise)
Pour les articles homonymes, voir DAF.
DAF (Van Doorne's Automobiel Fabriek) Trucks est un constructeur automobile néerlandais, dont le siège social se situe à Eindhoven. DAF Trucks appartient au groupe américain PACCAR.
Bien connu pour sa fabrication de poids lourds et d'autocars, DAF (Van Doorne's Automobiel Fabriek) a également produit des petites voitures entre 1959 et 1980. DAF Trucks commercialise aussi des pièces détachées destinées aux poids lourds et aux remorques par le biais de sa division PACCAR Parts.
Le réseau DAF Trucks est composé de plus de 1 000 points de service en Europe dont plus d'une centaine en France. La filiale française (DAF Trucks France) est basée à proximité de l'aéroport Roissy-Charles de Gaulle.

## Historique

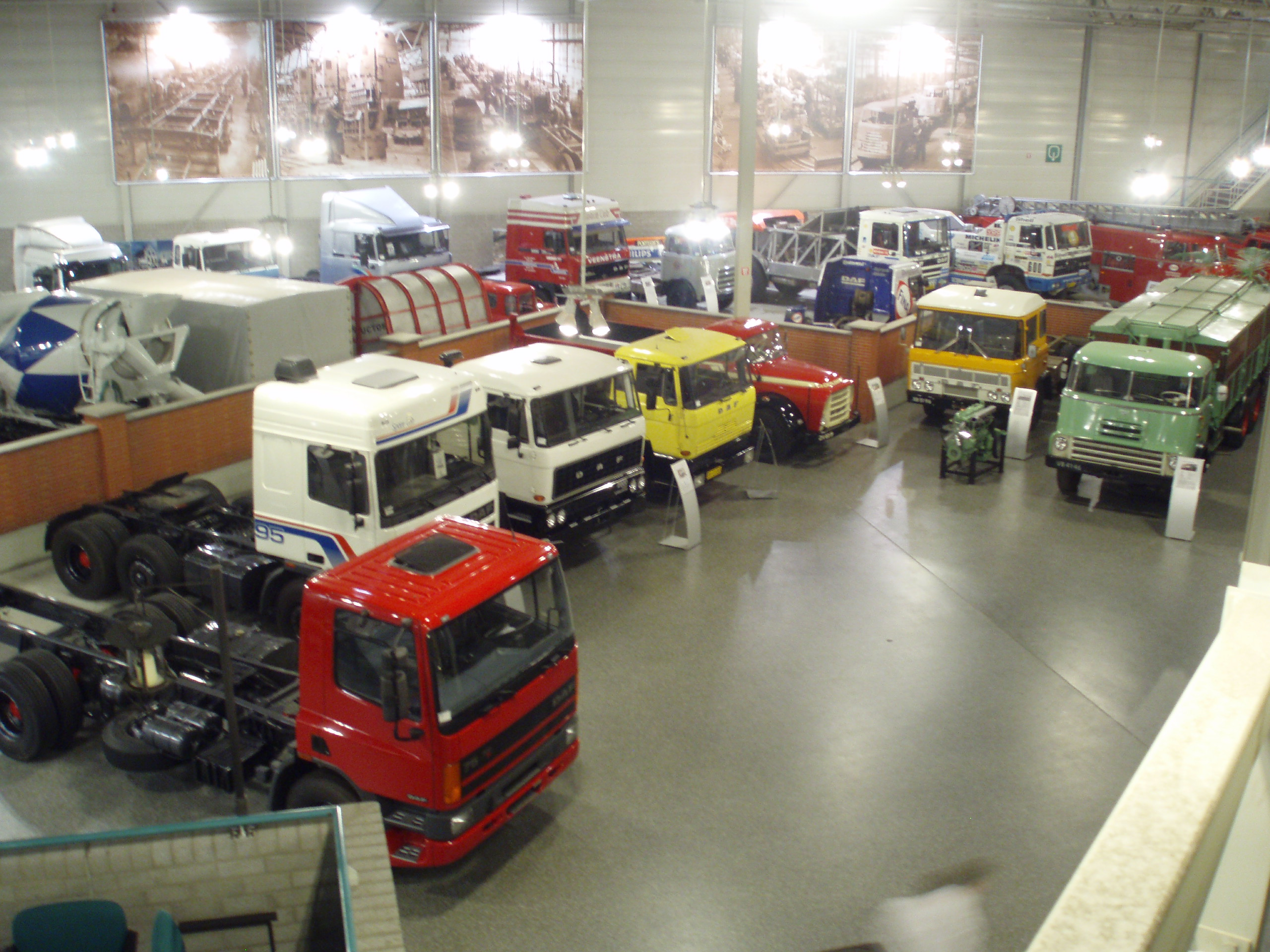
Musée DAF.

L'entreprise DAF est fondée le 1er avril 1928 aux Pays-Bas, par les frères Hubertus et Wim Van Doorne, sous le nom Van Doorne's Aanhangenwagenfabriek NV. La société fabrique des remorques ainsi que des châssis et transmissions intégrales dont l'armée se sert pour ses camions militaires .
En 1938, DAF se lance dans la production de quelques véhicules utilitaires, mais ce n'est qu'après la Seconde Guerre mondiale que l'entreprise développe sa nouvelle activité. En 1948, la société change de nom pour Van Doorne's Automobiel Fabriek. Les volumes de production sont caractérisés de la manière suivante : en produisant des camions à trois, cinq et six tonnes, on ne fait que douze véhicules par semaine.
Dans les années 1950, DAF fabrique ses propres moteurs et s'associe à l'entreprise de mécanique Leyland. Sa première usine de moteur ouvre en 1957. Un an plus tard, les frères Van Doorne produisent leur première voiture particulière, la Daf 600, vendue à 30 563 unités. C'est à la même époque que fut racheté la Société nouvelle Minerva de Mathieu Van Roggen. DAF continue l’élaboration de tracteurs de dix tonnes à plusieurs essieux, ce qui est rare pour cette époque. En 1965, Hubertus Van Doorne part à la retraite et cède sa place de président du conseil d'administration. Son frère Wim fait de même en 1971.
En 1976, Volvo rachète la branche de la production des voitures particulières DAF. L'entreprise abandonne ainsi cette division et se consacre exclusivement à la production de poids lourds. À la fin des années 1970, les deux frères Van Doorne meurent à un an d'intervalle. Par la suite, l'entreprise arrête la production de remorques. Au milieu des années 1980, DAF rachète la quasi-totalité du capital de l'entreprise britannique Leyland. En 1990, DAF change de logo pour adopter le logo que l'on connaît actuellement, l'actuel logo DAF possède des caractères originaux. En 1996, la société est rachetée par le troisième plus grand constructeur de camions, le groupe américain Paccar Inc., qui possède notamment la marque Kenworth.
En 1998, le DAF 95 XF est élu « camion de l'année 1998 ». De même, l'entreprise voit son nouveau modèle LF récompensé du même titre pour l'année 2002. En 2010, DAF devient le premier constructeur européen de poids lourds. Les moteurs conçus respectent les normes européennes d'émission (5 et EEV).
En juillet 2016, DAF est contraint de payer une amende 752 millions d'euros infligée par les autorités de la concurrence européenne pour avoir participé à l'entente dans le secteur de la production de poids lourd.
Au cours de l'année 2017, les véhicules DAF LF, CF et XF évoluent avec un design mis à jour et une chaîne cinématique optimisée, ce qui réduit notamment encore un peu plus la consommation de carburant des véhicules. Ainsi, en novembre 2017, lors du salon international Solutrans à Lyon, les nouveaux DAF CF et XF reçoivent le prix du camion international de l'année 2018 (International Truck Of the Year 2018).
En 2018, DAF lance une série limité pour les 90eme anniversaire. Cette série limité est uniquement dédier sur 250 exemplaire tous numéroté de 001 a 250. Uniquement sur les DAF XF doté du moteur qui développe 530 chevaux, ses teintes ne sont uniquement sur 3 couleurs noir, bleu et rouge.
En 2022, Daf sort ses nouveaux modèles: les daf XG et XF (nouvelle génération). Peu de temps après, le daf XD est présenté.

## Véhicules

### Principaux modèles de voitures
- Daf 600, 750

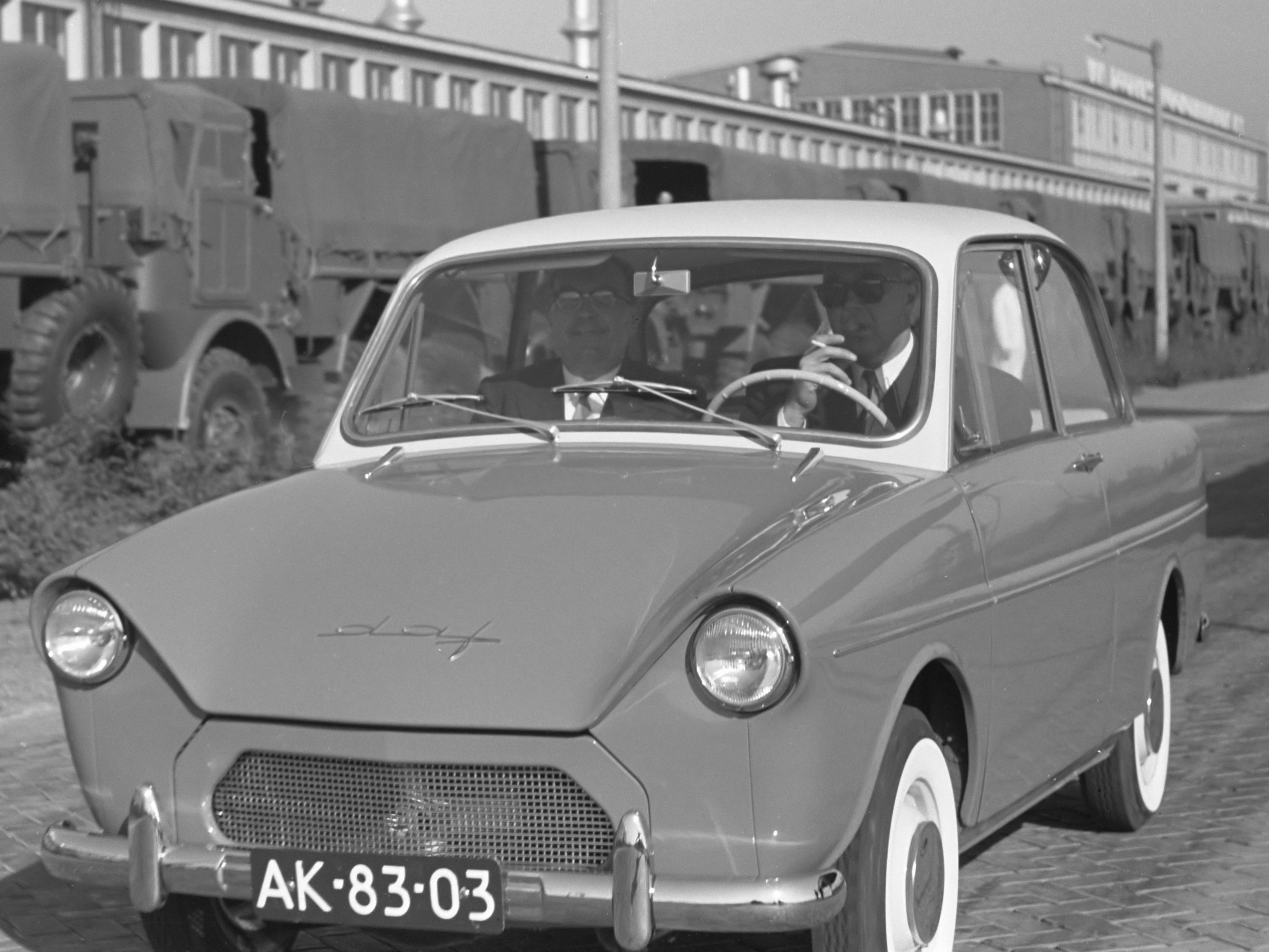
Une Daf 600 photographiée en 1959.

- Daffodil, déclinée en Daf 30, Daf 31, Daf 32 ;
- Daf 33 ;
- Daf 44 ;
- Daf 46 ;
- Daf 55 ;
- Daf 66;
- Daf 77 (à l'état de prototype lors du rachat par Volvo, qui la commercialisera sous l’appellation 340 et dérivées).

### Principaux modèles de poids lourds

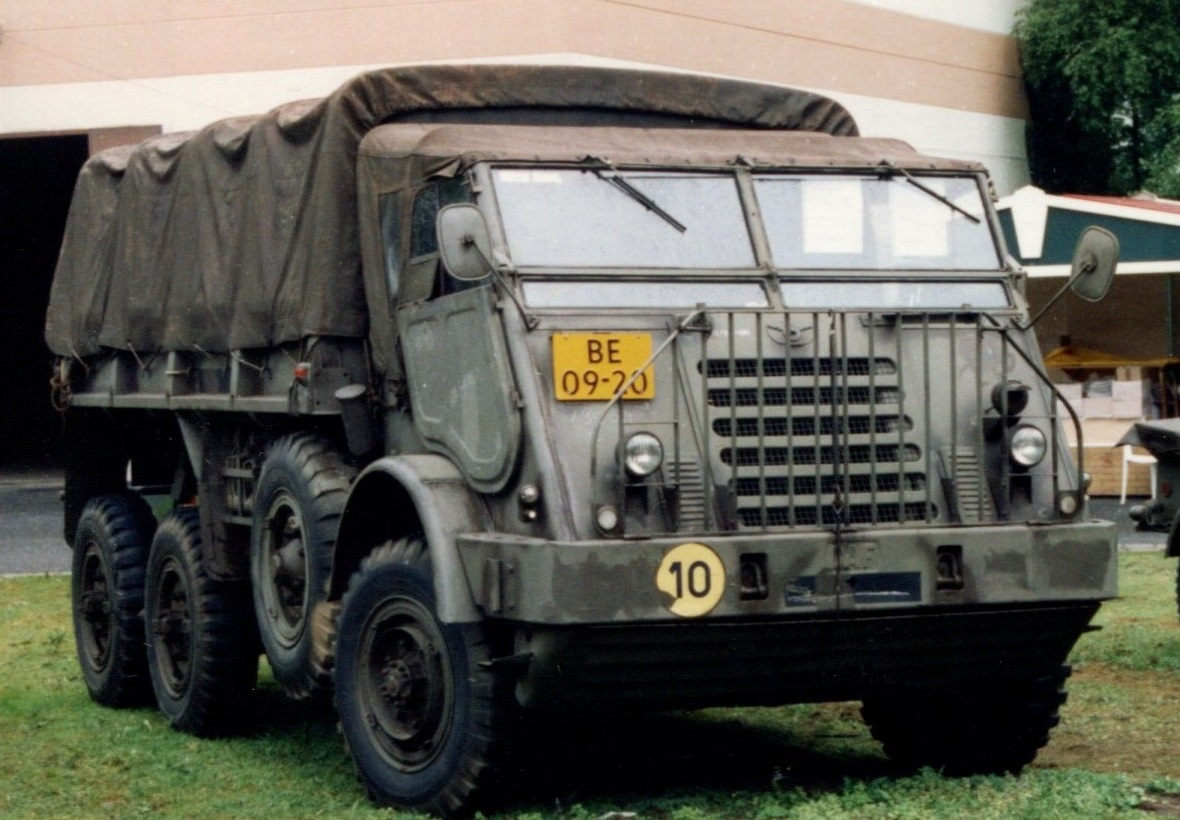
DAF YA-328.

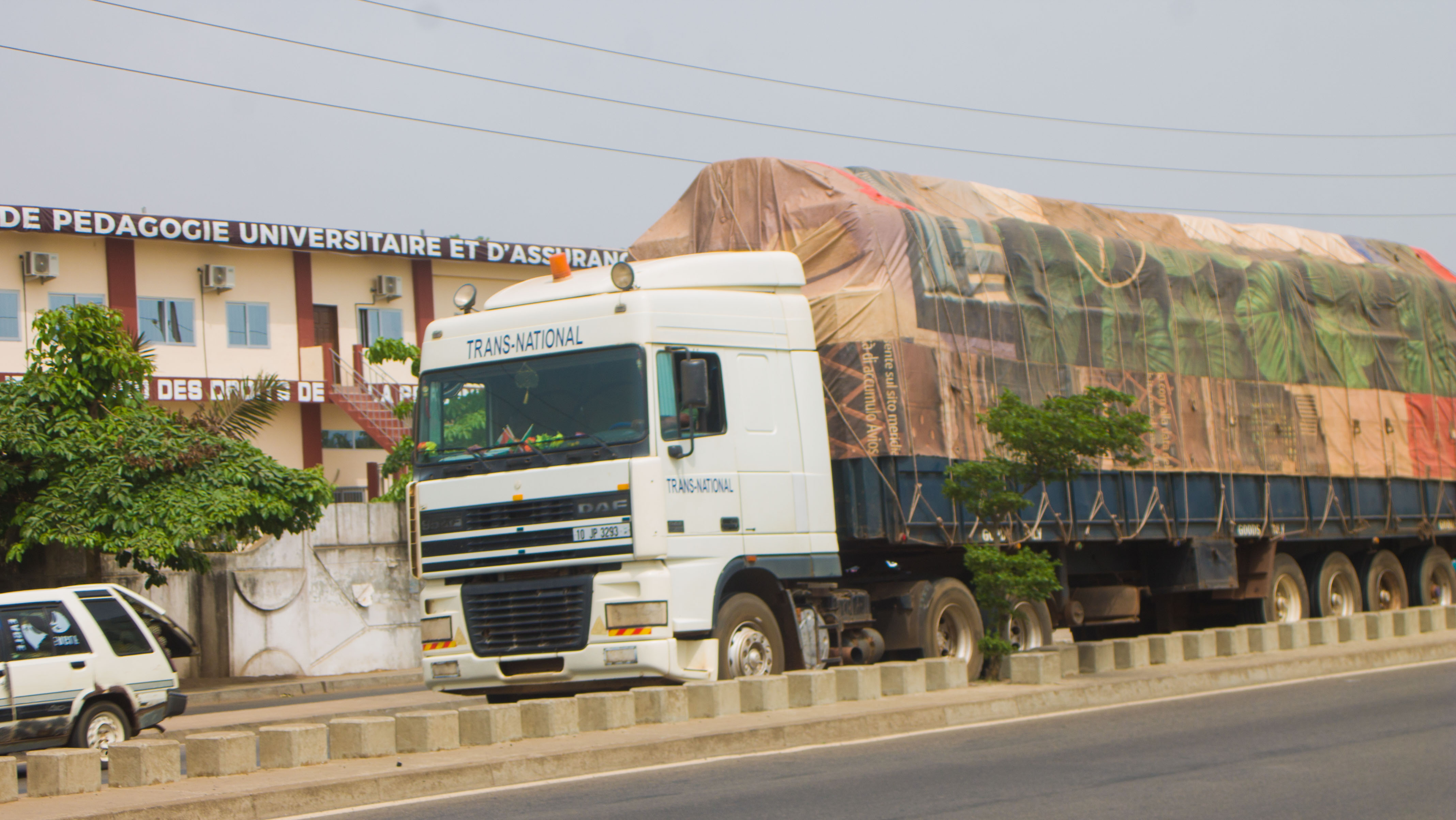
DAF 95 au Bénin (2020), immatriculé au Burkina Faso.

- DAF Serie 1000, 2000, 3000 ;
- DAF 55CF, 75CF,85CF ;
- DAF 95 ATi ;
- DAF 95XF ;
- DAF XF 105 ;
- DAF XF 106.

• DAF XF (nouvelle génération)
•DAF  XG
•DAF XD

### Poids lourds actuels
- DAF XF
- DAF CF
- DAF LF

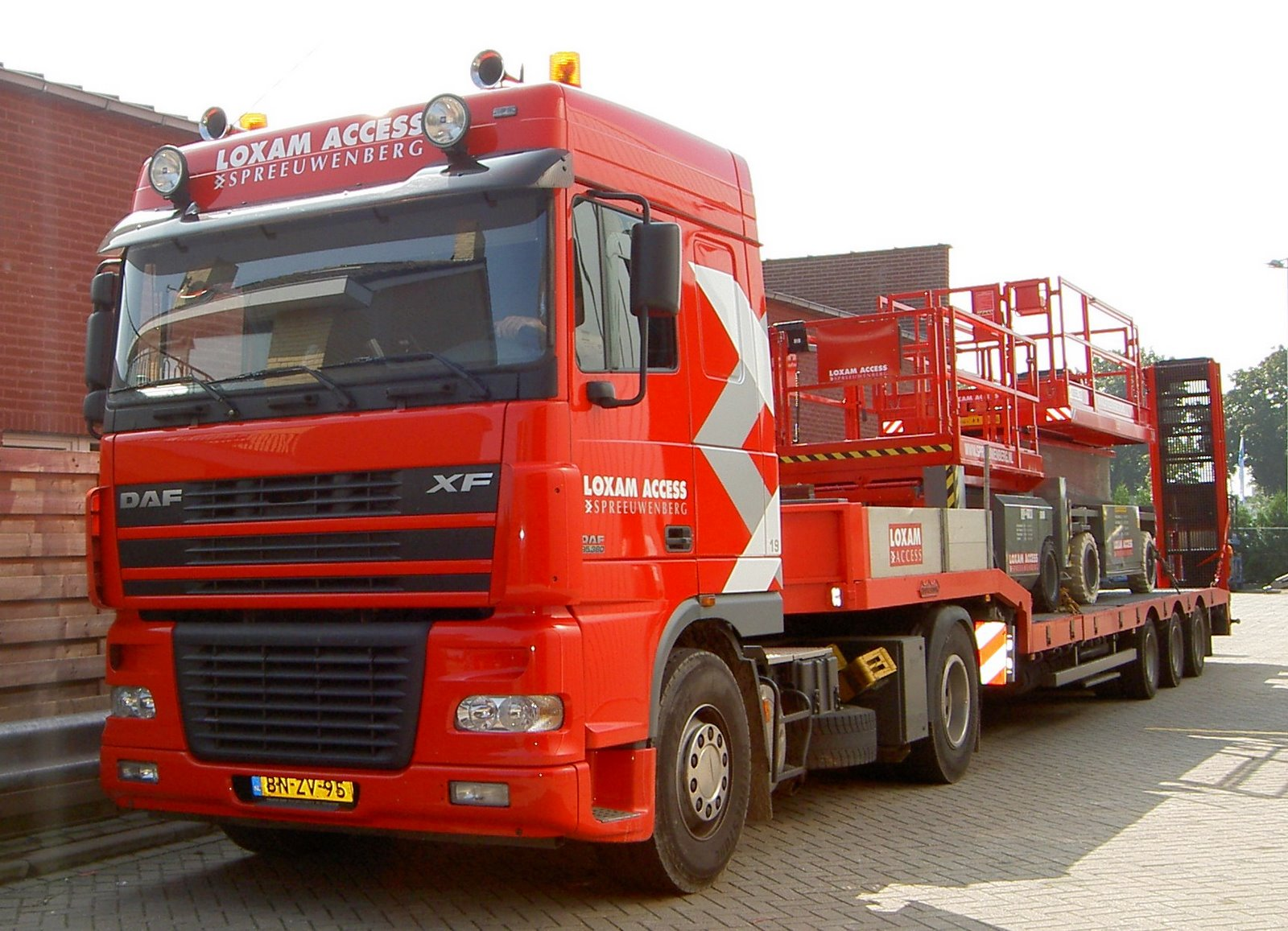
Un XF aux Pays-Bas.

Depuis le 1er janvier 2014, les modèles sont identifiés par leur puissance. Par exemple XF 530, CF 440, etc.
- DAF XF Euro 6
- DAF CF Euro 6
- DAF LF Euro 6

À partir de 1er juillet 2017, les modèles XF et CF évoluent par leur chaîne cinématique et un facelift, nouvelle puissance 400 et 450 pour les MX11, 430, 480, 530 pour les MX13, la boite  de vitesses Traxon ZF remplace l'ancienne AStronic ZF, les différentiels subissent également un traitement afin de réduire la friction.
En 2021, DAF lance la nouvelle génération DAF (NGD) de véhicules. Les nouveaux modèles sont le XF, XG, XG+, XD, XFC et XB.
Résultat, une baisse de consommation considérable par rapport à la concurrence faisant de DAF l'un des leaders du véhicule industriel à faible consommation et l'un des moins polluants en développant des motorisations diesel dont les rejets de NOX et particules fines sont deux fois moins importants que les motorisations au GAZ.[réf. nécessaire]

## Activité pièces détachées
Au-delà de la fabrication et la commercialisation de véhicules industriels, DAF Trucks commercialise aussi des pièces détachées destinées aux poids lourds et aux remorques par le biais de sa division PACCAR Parts. Cette dernière propose des pièces d'origine DAF et PACCAR (DAF Genuine Parts et PACCAR Genuine Parts) ainsi que des pièces adaptées à tous types de camions et de remorques via la marque TRP (Truck and Trailer Parts). Depuis 1973, PACCAR Parts est une filiale du groupe mondial PACCAR mais cette dernière n'est arrivée sur le marché européen qu'en 1996. La marque TRP a été lancée en Europe en 1994.
En Europe, PACCAR Parts dispose de cinq centres de distribution des pièces de rechange (PACCAR Distribution Centers) :
- Eindhoven (Pays-Bas)
- Leyland (Royaume-Uni)
- Budapest (Hongrie)
- Madrid (Espagne)
- Maßbach (Allemagne)

### Autres références
1. ↑  « DAF dans le monde », sur www.daf.fr (consulté le 27 octobre 2017)
2. ↑  « DAF Trucks France », sur www.daf.fr (consulté le 27 octobre 2017)
3. 1 2  daf.eu, « Historique de DAF Trucks, 1928-1949 » (consulté le 15 novembre 2013)
4. ↑  « DAF tracteurs routiers », sur www.truck1.fr (consulté le 21 mars 2018)
5. ↑  « DAF », sur www.truck1.fr (consulté le 2 février 2018)
6. ↑  daf.eu, « Historique de DAF Trucks, 1950-1969 » (version du 7 janvier 2015 sur Internet Archive)
7. 1 2  daf.eu, « Historique de DAF Trucks, 1970-1989 » (version du 7 janvier 2015 sur Internet Archive)
8. ↑  daf.eu, « PACCAR » (consulté le 15 novembre 2013)
9. ↑  daf.eu, « Historique de DAF Trucks, 1990-2009 » (version du 7 janvier 2015 sur Internet Archive)
10. ↑  daf.eu, « Historique de DAF Trucks, 2010-2012 » (version du 7 janvier 2015 sur Internet Archive)
11. ↑  daf.eu, « DAF et l'environnement » (consulté le 15 novembre 2013)
12. ↑  La Commission européenne sans pitié contre le "cartel des camions", Anne Bauer et Maxime Amiot, Les Échos, 20 septembre 2016
13. ↑  « La nouvelle génération de DAF XF, XG et XG⁺ », sur www.daf.fr (consulté le 30 juin 2024)
14. ↑  « TRP », sur www.daf.fr (consulté le 27 octobre 2017)
15. ↑  « À propos de PACCAR Parts », sur www.daf.fr (consulté le 31 octobre 2017)